# Артаксерксово действо
Артаксерксово действо — первая пьеса русского театра. Пьеса была написана по указу царя Алексея Михайловича лютеранским пастором Иоганном Грегори в 1672 году. До середины XX века пьеса считалась утраченной, но в 1954 г. были опубликованы сведения о двух сохранившихся в разных библиотеках списках.
Пьеса была написана в стихотворной форме на немецком языке на сюжет библейской «Книги Есфирь». Обучением исполнителей занимался почти исключительно Лаврентий Рингубер.
Продолжительность пьесы составляла 10 часов, шла она без антракта. Впервые пьеса была поставлена в день открытия театра при Преображенском дворце 17 (27) октября 1672 года при участии театральной труппы боярина А. С. Матвеева.